# Río Kalix
El río Kalix (en idioma Kalix: Kölisälva, en sueco: Kalix älv o en lenguaje cotidiano: Kalixälven; en sami septentrional, Gáláseatnu; en meänkieli, Kaihnuunväylä (parte baja) y Kaalasväylä (parte alta)) es un río europeo que discurre por el norte de Suecia y desemboca en el golfo de Botnia. Tiene una longitud aproximada de 461 km y drena una cuenca de 18.130 km² (similar a países como Eslovenia o Kuwait).

## Geografía

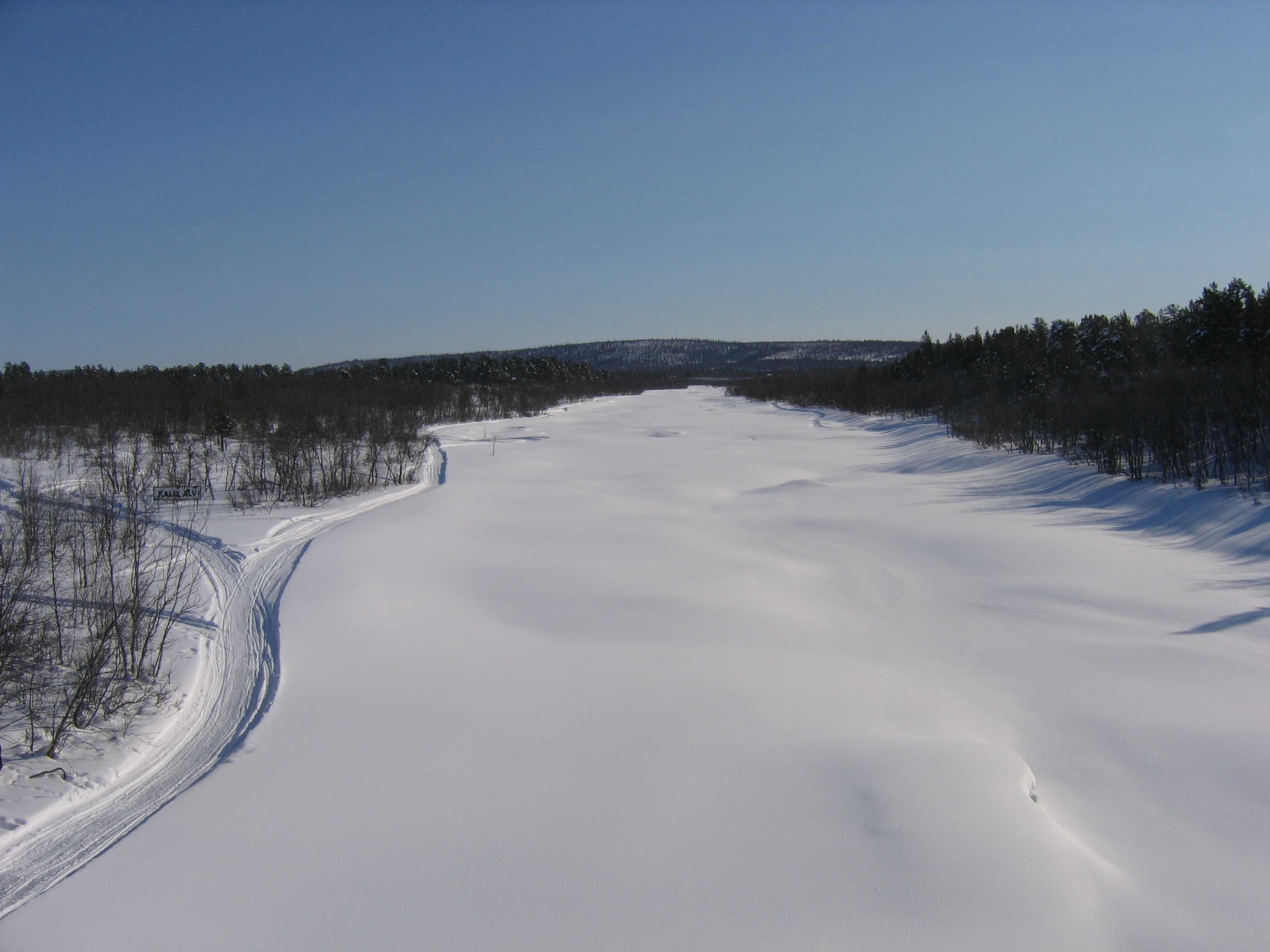
El Kalix helado en Kalixforsbron (marzo de 2008).

El río Kalix  es uno de los cuatro grandes ríos de Norrland, en el norte de Suecia, que está afectado por la construcción de centrales de energía hidroeléctrica. El río corre desde la cordillera Kebnekajse, en el municipio de Kiruna, en dirección sureste a través de la región la Laponia sueca, por la parte sur del condado de Norrbotten, hasta desaguar en el golfo de Botnia, al sureste de Kalix. 
El río Kalix es el tercer río en longitud de la provincia de Norrbotten, tras el río Torne (522 km) y el río Lule (con 460,81 km, sólo ligeramente más largo). 
Sus principales afluentes son los ríos Tvärån, Ängesån y Tärendö (208,9 km), que es una bifurcación que toma agua del río Torne.  
Su mayor cascada es la de Jokkfall, en el municipio de Jokkmokk.